# اینگرید فاحشه خیابانی
اینگرید فاحشه خیابانی (ایتالیایی: Ingrid sulla strada) یک فیلم اروتیک درام به کارگردانی سرجو برگونتسلی است که در سال ۱۹۷۳ منتشر شد. از بازیگران فیلم می‌توان به ژانت اوگرن، فرانکو چیتی، فرانچسکا رومانا کولوتسی، برونو کوراتساری، فرد روبسام، فرانکو گاروفالو و فولویو مینگوتسی اشاره کرد. امروزه دو نسخه از این فیلم موجود است: نسخۀ سافت‌کور (منتشر شده در ایتالیا) و هاردکور (که بعداً در فرانسه منتشر شد و حاوی صحنه‌هایی از سکس آشکار است). این فیلم هرگز به صورت ویدئوی خانگی منتشر نشد.